# Masaje transverso profundo
El masaje transverso profundo o "movilización por fricción transversa profunda" fue desarrollado por James Cyriax (1904 – 1985), médico ortopeda británico. Cyriax definió algunos de los puntos claves del diagnóstico y del tratamiento moderno en el campo de la ortopedia. A la vez que revolucionó el concepto del masaje clásico, al desarrollar un método que rompe con lo que por aquel entonces es considerado como ortodoxo. 

## Definición y objetivos
El Dr. Cyriax preconizó aplicar el tratamiento por movilización en el lugar exacto de la lesión (“ni por encima, ni por debajo”); asevera que la forma de aplicación debe ser mediante una movilización por fricción y ésta se aplica de forma transversa a la estructura lesionada; deberá alcanzar las estructuras profundas, las situadas debajo la piel y el tejido celular subcutáneo, se deberá llegar por lo tanto hasta músculos, tendones y los ligamentos lesionados. 
La técnica propuesta la denomina: "Movilización por Fricción Transversa Profunda" (M por FTP). Otros terapeutas la llaman "masaje de Cyriax", y comúnmente se designa como "cyriax". 
Se aplica mediante una fricción transversa digital que provoca la movilización a una frecuencia determinada, para conseguir dos tipos de efectos terapéuticos:
- Efecto analgésico.
- Efecto mecánico: reordenación de las fibras de colágeno.

Se usa habitualmente en patología tendinosa, ligamentaria y lesiones musculares, y actualmente cuenta con una gran evidencia científica que corrobora su eficacia. Es una técnica de masoterapia que se engloba dentro de la fisioterapia y es de uso muy común entre los masajistas dedicados al deportista (masaje deportivo).
La M por FTP se usa habitualmente en tendinopatías y lesiones musculares, su objetivo fundamental es: La movilización de la lesión de forma transversa; así como actuar sobre las partes blandas lesionadas del aparato locomotor con el fin de recuperar su movilidad normal. 
Para ello el dedo del terapeuta y la piel del paciente se deslizarán como una unidad, a través del tejido celular subcutáneo, sobre elementos anatómicos profundos que se hallen lesionados. Se suele aplicar mediante un movimiento de fricción en una sola dirección.

## Indicado para
- Mantener una buena movilidad de los tejidos lesionados.
- Conservar el movimiento más fisiológico posible en el interior de la estructura lesionada.
- Favorecer la cicatrización normal.
- Evitar la formación de adherencias entre las fibrillas y los distintos tejidos.
- Provocar una hiperemia local, en la zona de la lesión, con lo que disminuye el dolor y se eliminan sustancias algógenas.
- Facilitar la producción de tejido colágeno perfectamente orientado que resista el estrés mecánico.
- Estimular los sistemas mecano-receptores que por medio del sistema nervioso inhiban el paso de mensajes aferentes nociceptivos.
- Anestesia. La va logrando por capas, desde lo más superficial a lo más profundo.

## Indicaciones
- Esguince agudo (una vez que la cicatriz está consolidada)
- Secuelas de esguinces
- Inestabilidad crónica
- Traumatismo muscular reciente
- Secuelas de lesiones musculares
- Cicatrices antiguas
- Lesiones tendinosas: Tenosinovitis y tendinitis
- Periartralgias, rigideces post-traumáticas por componente tejidos blandos - periarticulares
- Capsulitis y pericapsulitis
- Secuelas fascitis
- Entesitis (pubalgias)
- Fibromiositis
- Adherencias, cicatrices dolorosas, bridas, etc.
- Otras secuelas de lesiones del aparato locomotor

## Contraindicaciones
Las propias del tratamiento por masaje, más
- En general los procesos inflamatorios agudos: Artritis reumática, artropatías degenerativas. neuritis, radiculitis.
- Lesiones e infecciones de la piel.
- Lesiones graves traumáticas en fase aguda: fracturas, fisuras, luxaciones.
- Roturas masivas: de músculos, tendones, ligamentos, vainas fibrosas.
- Calcificaciones, osificaciones: de tendones, ligamentos y músculos.
- Bursitis.
- Compresión de los nervios periféricos, neuralgias: ciática, braquialgia.
- Zonas con paquete vásculo nervioso: axila, ingle, hueco poplíteo.
- Infecciones de origen bacteriano.
- Inflamaciones musculares diversas (no traumáticas).

## Normas de aplicación
- Explicar al paciente que dado que la intención es romper la cicatriz de tejido, el tratamiento posiblemente sea doloroso. Y que tras él quizás esté uno o dos días dolorido.
- Localización mediante un test funcional de la estructura exacta que queremos tratar. Pruebas Pasivas [Ligamentos, articulaciones, bursas, o sea, las estructuras pasivas] Pruebas Resistidas [Tendones y músculos, o sea, las estructuras contráctiles].
- Nos aseguraremos que el paciente adopte una posición adecuada y cómoda que asegure una tensión o relajación de la zona a tratar según la estructura lesionada, y que facilite al mismo tiempo el acceso. Debe sentirse cómodo: la presión de la FTP debe ser tolerable.
- Los dedos del terapeuta y la piel del paciente deberán moverse como una unidad, “como si hubiera una sola piel”. De esta forma conseguiremos una mayor penetración y evitaremos irritarla.
- Mueve toda la mano, no sólo los dedos, así evitaras sobrecargar los flexores de los mismos.
- Las uñas deben estar muy cortas.
- La fricción debe hacerse de modo transversal (perpendicular) a las fibras de la estructura dañada, nunca longitudinalmente.
- Aplica la movilización y presión en una sola dirección, “saltando” a través del tendón, ligamento o músculo, con el suficiente barrido (extensión) y sobre el lugar exacto. Como si tocases el contrabajo.
- La movilización debe actuar con la profundidad necesaria para que llegue al punto exacto de la lesión.
- Una presión excesiva produce dolor. Pero como se aplica sobre una zona dolorida es normal que provoque dolor o sea desagradable.
- No se aplicarán cremas, pomadas, geles (tanto es así que es aconsejable limpiar previamente la zona a tratar de posibles restos de pomada, gel e inclusive de la secreción sebácea). Inicialmente tampoco hielo (pues podría enmascarar la lesión).
- Los músculos deben mantenerse relajados y fláccidos mientras se aplica la FTP lo que facilita al mismo tiempo el acceso por parte del terapeuta.
- Los tendones con vaina deben mantenerse tensos para facilitar el deslizamiento de la vaina sobre el cuerpo del tendón.
- Los tendones sin vaina y los ligamentos se mantienen: ligeramente tensos en fases postagudas y tensos en lesiones crónicas.

## Duración de la sesión
- En los casos agudos, la primera sesión posiblemente no se tolere más de 1 o 2min, en la siguiente son suficientes de 3 a 4min por sesión. Se aplican las primeras sesiones en días alternos de tres a cinco sesiones por semana.
- En los casos crónicos o en las secuelas de traumatismos será necesario dedicar unos 8 a 10min por sesión, y se podrá llegar hasta los 15min. A medida que se observe mejoría la frecuencia es dos a tres sesiones a la semana.

NOTA: 
- El tiempo y número de sesiones va a depender esencialmente del diagnóstico inicial y de la evolución específica de cada patología, así como de la tolerancia del paciente al tratamiento.
- En general la mejoría se observa entre la tercera y la sesión doce.
- Si no cambian los signos dolorosos a las 3 o 4 sesiones hay que pensar, primero en revisar el diagnóstico y, segundo en cambiar de tratamiento.

## Ejecutor de la Técnica
El Dr. James Cyriax, en su obra "Tratamiento por Manipulación, Masaje e Inyección", donde se definía por primera vez el MTP, diserta sobre quién debe llevar a cabo este tipo de manipulación y concluye que los profesionales indicados para su realización son los Cirujanos Ortopédicos y los fisioterapeutas, aduciendo varias razones de peso, que se pueden contrastar en la bibliografía indexada al final de este texto. Aunque la formación actual de las escuelas de masaje de España capacita también al futuro masajista poder manipular mediante la técnica.
En el caso de Gran Bretaña, bajo petición, se puede estudiar la asistencia de osteópatas, quiroprácticos y naprápatas.
En España, recogiendo el testigo de esta tradición, en la legislación española se recoge el MTP dentro del Área de Conocimiento de la Diplomatura Universitaria en Fisioterapia, según el Real Decreto 1561/1997, de 10 de octubre, siendo pues, el fisioterapeuta el único profesional legalmente capacitado para su ejecución en procesos de recuperación de enfermos y lesionados bajo prescripción médica. De igual modo la Movilización por Fricción Transversa Profunda, de Cyriax forma parte de los planes de estudio de todas las escuelas privadas de masaje en España y una parte muy importante en el arsenal terapéutico del masajista.